# Gh
Gh es un dígrafo formado por las consonantes g y h, y que se encuentra en varios idiomas.

## Sistemas de escritura latina

### Lenguas indoeuropeas

#### Lenguas germánicas

##### Inglés
Antiguamente en inglés, ⟨gh⟩ se usaba para representar el sonido fricativo velar sordo (/x/) es decir, la jota castellana. Todavía hoy se pueden encontrar ciertos arcaísmos ingleses con gh representando este fonema, tales como lough (pronunciación en inglés: /lɒx/) y otras palabras, particularmente aquellas provenientes del dialecto irlandés. 
Hoy en día, el dígrafo ⟨gh⟩ casi siempre es mudo o se pronuncia como /f/; por ejemplo, enough (/ɪˈnʌf/) o rough (/rʌf/). Se cree que antes de su desaparición, el sonido de ⟨gh⟩ se convirtió total o parcialmente en [ɣx] o [ɣ]. Ello explicaría la nueva ortografía (ya que el inglés antiguo usa una simple ⟨h⟩) y la diptongación de cualquier vocal precedente.
Ocasionalmente también se pronuncia [ə], como en Edinburgh (/ɛdɪnbərə/; 'Edimburgo').
Cuando ⟨gh⟩ aparece al principio de una palabra en inglés, se pronuncia simplemente como /ɡ/, por ejemplo ghost, ghastly, ghoul, ghetto, ghee, etc. En este caso, claramente no derivan del fonema /x/.
El braille estadounidense literario tiene un patrón de puntos dedicado al dígrafo ⟨gh⟩, el cual es ⠣ (dots 126).

##### Holandés medio
En el holandés medio, a menudo se utilizó ⟨gh⟩ para representar una consonante fricativa velar sonora (/ɣ/) antes de ⟨e⟩, ⟨i⟩ o ⟨y⟩.
Posiblemente la ortografía de la palabra inglesa ghost ('fantasma'), que en inglés medio era escrita como gost, fue influenciada por la misma palabra del holandés medio (gheest), a pesar de que en neerlandés moderno se escriba geest.

#### Lenguas latinas
En italiano y rumano, ⟨gh⟩ representa una consonante oclusiva velar sonora (/ɡ/) antes de ⟨e⟩ y ⟨i⟩. Es decir, cumple la misma función que el dígrafo ⟨gu⟩ en castellano, catalán, francés, etc. En la ortografía del esperanto, ⟨gh⟩ o ⟨gx⟩ se pueden utilizar cuando el ⟨ĝ⟩ no se encuentra, lo que representa /dʒ/. 
En gallego, se utiliza a menudo para representar la pronunciación gheada.

#### Irlandés
En irlandés, ⟨gh⟩ representa una consonante fricativa sonora velar (/ɣ/) o una semivocal aproximante palatal sonora (/j/). Al principio de palabra, ⟨gh⟩ representa la lenición de ⟨g⟩ por ejemplo mo ghiall ([mə jiəl̪ˠ]; 'mi mandíbula'), compárese con giall ([ɟiəl̪ˠ]; 'mandíbula').

### Juǀʼhoan
En el idioma juǀʼhoan, el dígrafo ⟨gh⟩ cumple la función de representar el sonido se utiliza para una consonante oclusiva velar aspirada prevoiced (/ɡ͡kʰ/).

### Malayo
En los alfabetos malayo e indonedio, ⟨gh⟩ se utiliza para representar la fricativa velar sonora (/ɣ/) en palabras origen árabe.

### Maltés
En el idioma maltés, ⟨gh⟩ no existe, pero un dígrafo similar muy común es ⟨għ⟩. Éste se considera una sola letra, llamada għajn (la misma palabra para ojo y manantial, llamada así por la letra árabe correspondiente ʿayn). Este grupo de consonantes suele ser silenciada, pero se debe expresar por escrito ya que cambia la pronunciación de las letras vecinas, generalmente alargando las vocales posteriores. Al final de una palabra, cuando no se sustituye por un apóstrofe, se pronuncia como una consonante fricativa faríngea sorda (/ħ/). Por lo tanto, su función no es diferente de la del dígrafo ⟨gh⟩ en el inglés moderno, excepto porque la versión en inglés viene después de las vocales en lugar de antes, como el għ maltés (għajn saldría como ighn si se escribiera como en inglés).

### Suajili
En el alfabeto latino del idioma suajili, el dígrafo ⟨gh⟩ se utiliza para representar la consonante fricativa velar sonora (/ɣ/) en las palabras de origen árabe.

### Tlingit
En las lenguas tlingit del Canadá, ⟨gh⟩ representa la consonante oclusiva uvular sorda (/q/), que en Alaska se escribe como ⟨ǥ⟩.

### Taiwanés
En el sistema de transcripción DT del hokkien o chino taiwanés, el dígrado ⟨gh⟩ se usa para representar una oclusiva velar sonora (/ɡ/) antes de ⟨a⟩, ⟨e⟩, ⟨i⟩, ⟨o⟩ o ⟨u⟩.

### Uigur
En la transcripción latina de la lengua uigur, el dígrado ⟨gh⟩ representa una fricativa uvular sonora (/ʁ/).

### Vietnamita
En el alfabeto vietnamita, ⟨gh⟩ representa /ɣ/ antes ⟨e⟩, ⟨ê⟩ o ⟨i⟩.

## En romanización
En la romanización de varios idiomas, ⟨gh⟩ generalmente representa la fricativa velar sonora /ɣ/ Al igual que el dígrafo ⟨kh⟩ (/x/), ⟨gh⟩ también puede ser faringal; es el caso de varias lenguas caucásicas y amerindias.  El dígrafo ⟨gh⟩ representa una oclusiva velar sonora con una ligera aspiración posterior /ɡʱ/ en la romanización de diversas lenguas indoarias, como el sánscrito, el hindi o el antepasado de ambos, el protoindoeuropeo.
En la romanización del ucraniano, ⟨gh⟩ se usa ocasionalmente pacomo sustituto de otros dígrafos, por lo general ⟨zh⟩, para representar un fonema diferente; por ejemplo, la palabra зграя ('rebaño') se transcribe como zghraya en lugar de zhraya.